# Geotrigona mattogrossensis
Geotrigona mattogrossensis é uma abelha social da subfamília dos apíneos (Apinae), tribo dos meliponinos (Maliponini).